# 池谷・村上彗星
池谷・村上彗星（いけや・むらかみすいせい、Comet Ikeya-Murakami）は2010年に発見された短周期彗星である。

## 発見
2010年11月4日4時13分（JST）、新潟県のアマチュア天文家村上茂樹は、46cmコメットシーカー（78倍、視野1.1度）の眼視観測によって、土星とおとめ座γ星付近に9等級の新彗星を発見した。
発見直後に携帯電話で報告を受けた中野主一（IAU天文電報中央局アソシエイツ）を通じ、1時間後には天文電報中央局（CBAT）で発見が確認された。
ところが、この発見より1日早い11月3日4時58分（JST）に、池谷・関彗星などの発見で知られる静岡県のアマチュア天文家池谷薫が、25cm反射望遠鏡（39倍）の眼視観測により8.5等級の新彗星を発見し中野にFAXで報告していたことが、新彗星発見を告げるIAUC発行の直前に判明した。
新彗星発見が公表されたIAUC9175は村上の発見報告の6時間後に発行されたが、もし池谷の発見報告が滞りなく確認されていれば1日以内に新彗星が確認され、連名の彗星とはならなかった可能性がある。

## 出現
発見当時彗星は中央集光が強く最大7等級で観測されたが、1ヶ月足らずで急速に拡散していった。また、コマの形状は2007年にバーストした時のホームズ彗星のような独特な円盤状で、尾が伸びていた。このため、本来微光の彗星がバーストを起こして急増光したところを発見されたと推測されている。
初の回帰は2016年3月に近日点を通過し、2月中旬には0.6auまで地球に接近する。2015年12月31日にPan-STARRS 1望遠鏡によって撮影された20等級の天体がこの彗星であることが判明し、P/2015 Y2の認識符号が与えられた。予報位置との誤差は近日点通過時刻の補正量にしてΔT=+7.0日に達していた。回帰したことで周期彗星番号332Pが与えられた。
この回帰では、分裂核とみられる別の天体も観測されており、A核からI核までの軌道が算出されている。